# Basile Fouquet
Basile Fouquet, dit « l'abbé Fouquet » ou Foucquet, né en 1622 et mort en janvier 1680, est un espion français.

## Famille
Basile Fouquet est le septième fils de François IV Fouquet et Marie de Maupeou, et le frère de Nicolas, surintendant des finances de Louis XIV et de deux prélats.
« Fort mauvais sujet » et nullement porté à la religion, Basile Fouquet n’est abbé que pour les bénéfices de cette charge.

## Carrière
Agent de Mazarin, le chef de sa police secrète, il aurait entretenu une police politique d’une cinquantaine de personnes.  Retz a entendu dire que Basile Fouquet aurait proposé à la reine de le faire assassiner. Il est vrai que Retz lui avait pour sa part promis une grêle de coups de bâton.
Chancelier des ordres du roi, tant que Mazarin vécut, il fut disgracié avec son frère Nicolas.
Abbé commendataire de la riche abbaye bénédictine de Barbeau où il se retire en 1678 pour y mourir à la fin de sa carrière, il était aussi abbé de Reigny et de l'abbaye Saint-Junien de Nouaillé-Maupertuis.
Mis en scène par Bussy-Rabutin dans l'Histoire amoureuse des Gaules, Basile Fouquet serait tombé amoureux de Madame de Châtillon dont il était le geôlier, ce qui, selon Bussy-Rabutin, ne l’aurait pas détourné de menacer sa prisonnière de lui couper le nez. Maurice Rat le cite parmi les amants de Catherine Henriette d'Angennes.